# Orosz férfi jégkorong-válogatott
Az orosz férfi jégkorong-válogatott Oroszország nemzeti csapata, amelyet az Orosz Jégkorongszövetség (oroszul: Федерация хоккея России, magyar átírásban: Federacija hokkeja Rosszii) irányít. Tagja a hat legerősebb válogatott nagy hatosnak nevezett nem hivatalos csoportjának Csehország, az Egyesült Államok,  Finnország, Kanada és Svédország mellett.
A válogatott a szovjet válogatott jogutóda. Függetlenként először az 1992-es világbajnokságon és az 1994-es téli olimpián indultak, azóta minden alkalommal részt vettek ezeken a tornákon. Függetlenné válásuk óta ötször nyerték meg a világbajnokságot. Az olimpián 2018-ban szereztek aranyérmet Olimpikonok Oroszországból néven, emellett kétszer másodikak és egyszer harmadikok lettek. A válogatott három alkalommal szerepelt a Világkupán, kétszer negyedikek, egyszer pedig ötödikek lettek. Állandó résztvevői az Euro Hockey Tour versenysorozatnak, amelyet nyolc alkalommal nyertek meg.
2022. február 28-án Oroszország Ukrajna ellen indított katonai inváziója miatt az IIHF felfüggesztette az orosz válogatottak tagságát minden korosztályban. 2022 áprilisában elvették Oroszországtól a 2023-as IIHF jégkorong-világbajnokság rendezési jogát.

## Eredmények

### Világbajnokság
- 1992 – 5. hely
- 1993 –  Aranyérem
- 1994 – 5. hely
- 1995 – 5. hely
- 1996 – 4. hely
- 1997 – 4. hely
- 1998 – 5. hely
- 1999 – 5. hely
- 2000 – 11. hely
- 2001 – 6. hely
- 2002 –  Ezüstérem
- 2003 – 7. hely
- 2004 – 10. hely
- 2005 –  Bronzérem
- 2006 – 5. hely
- 2007 –  Bronzérem
- 2008 –  Aranyérem
- 2009 –  Aranyérem
- 2010 –  Ezüstérem
- 2011 – 4. hely
- 2012 –  Aranyérem
- 2013 – 6. hely
- 2014 –  Aranyérem
- 2015 –  Ezüstérem
- 2016 –  Bronzérem
- 2017 –  Bronzérem
- 2018 – 6. hely
- 2019 –  Bronzérem

### Olimpiai játékok
- 1994 – 4. hely
- 1998 –  Ezüst
- 2002 –  Bronz
- 2006 – 4. hely
- 2010 – 6. hely
- 2014 – 5. hely
- 2018 –  Arany (Olimpikonok Oroszországból néven)
- 2022 –  Ezüst (Orosz Olimpiai Bizottság néven)

### Világkupa
- 1996 – 4. hely
- 2004 – 5. hely
- 2016 – 4. hely

### Euro Hockey Tour
- 1996–97 –  Bronz
- 1997–98 – 4. hely
- 1998–99 – 4. hely
- 1999–00 –  Bronz
- 2000–01 –  Ezüst
- 2001–02 –  Ezüst
- 2002–03 –  Ezüst
- 2003–04 –  Bronz
- 2004–05 –  Arany
- 2005–06 –  Arany
- 2006–07 –  Ezüst
- 2007–08 –  Arany
- 2008–09 –  Arany
- 2009–10 –  Ezüst
- 2010–11 –  Arany
- 2011–12 –  Bronz
- 2012–13 –  Arany
- 2013–14 –  Ezüst
- 2014–15 – 4. hely
- 2015–16 – 4. hely
- 2016–17 –  Arany
- 2017–18 –  Bronz
- 2018–19 –  Arany

## Szövetségi kapitányok
- Viktor Tyihonov (2004)
- Vlagyimir Krikunov (2004–2006)
- Vjacseszlav Bikov (2007–2011)
- Zinetula Biljaletgyinov (2011–2014)[3]
- Oleg Znarok (2014–2018)[4]
- Ilja Vorobjov (2018–2019)[5]
- Alekszej Kudasov (2019)[6]
- Valerij Bragin (2020–2021)[7]
- Alekszej Zsamnov (2021–)[8]